# Grand Prix automobile de Rome 1927
Le Grand Prix automobile de Rome 1927 est un Grand Prix qui s'est tenu dans les rues du quartier Parioli, à Rome, le 12 juin 1927. Il a simultanément accueilli une course de Formule Libre et une course de voiturettes.

## Classement de la course
| Pos. | no | Pilote             | Châssis        | Tours | Temps/Abandon                   |
| ---- | -- | ------------------ | -------------- | ----- | ------------------------------- |
| 1    | 26 | Tazio Nuvolari     | Bugatti T35    | 100   | 3 h 47 min 28 s 0 (110,79 km/h) |
| 2    | 16 | Mario Lepori       | Bugatti T35C   | 100   | + 45 s 0                        |
| 3    | 18 | Renato Balestrero  | Bugatti T35C   | 100   | + 10 min 3 s 0                  |
| 4    | 16 | Gaspare Bona       | Bugatti T35B   | 100   | + 14 min 9 s 8                  |
| 5    | 30 | Carlo Tonini       | Maserati 26    | 100   | + 21 min 33 s 4                 |
| 6    | 20 | Antonio Caliri     | Bugatti T35B   | 100   | + 22 min 49 s 4                 |
| 7    | 24 | Rodolfo Sansoni    | Bugatti T35B   | 100   | + 23 min 5 s 0                  |
| 8    | 34 | Cesare Pastore     | Bugatti T37A   | 100   | + 24 min 41 s 2                 |
| 9    | 36 | Diego de Sterlich  | Maserati 26    | 100   | + 33 min 46 s 0                 |
| 10   | 28 | Salvatore Marano   | Bugatti T37A   | 100   | + 34 min 22 s 4                 |
| Abd. | 14 | Luigi Forte        | Bugatti T35    | 85    |                                 |
| Abd. | 22 | Aymo Maggi         | Bugatti T35C   | 62    | Transmission                    |
| Abd. | 12 | Domenico Antonelli | Bugatti T35    | 59    |                                 |
| Abd. | 38 | Giovanni Cutelli   | Bugatti T37    | 50    |                                 |
| Dsq. | 8  | Giorgio Vernier    | Hudson         | 42    | Trop lent                       |
| Abd. | 6  | Emilio Materassi   | Itala speciale | 31    | Accident                        |
| Abd. | 2  | Emilio Bonamico    | Bugatti T35C   | 30    |                                 |
| Abd. | 32 | Giuseppe Pino      | Bugatti T37    | 9     |                                 |
| Abd. | 10 | Giorgio Ceratto    | Bugatti T35    | 1     | Accident                        |

- Légende: Abd.=Abandon - Dsq.=Disqualifié - Np.=Non partant.

## Pole position et record du tour
- Pole position :  ?.
- Meilleur tour en course :  Emilio Materassi (Itala) en 2 min 4 s 0 (121,94 km/h).